# 中島亜由美
中島 亜由美（なかしま あゆみ、4月22日 - ）は、日本のタレント。兵庫県姫路市出身。パートナーズプロ所属。